# Turnera
- Commons
- Wikispecies

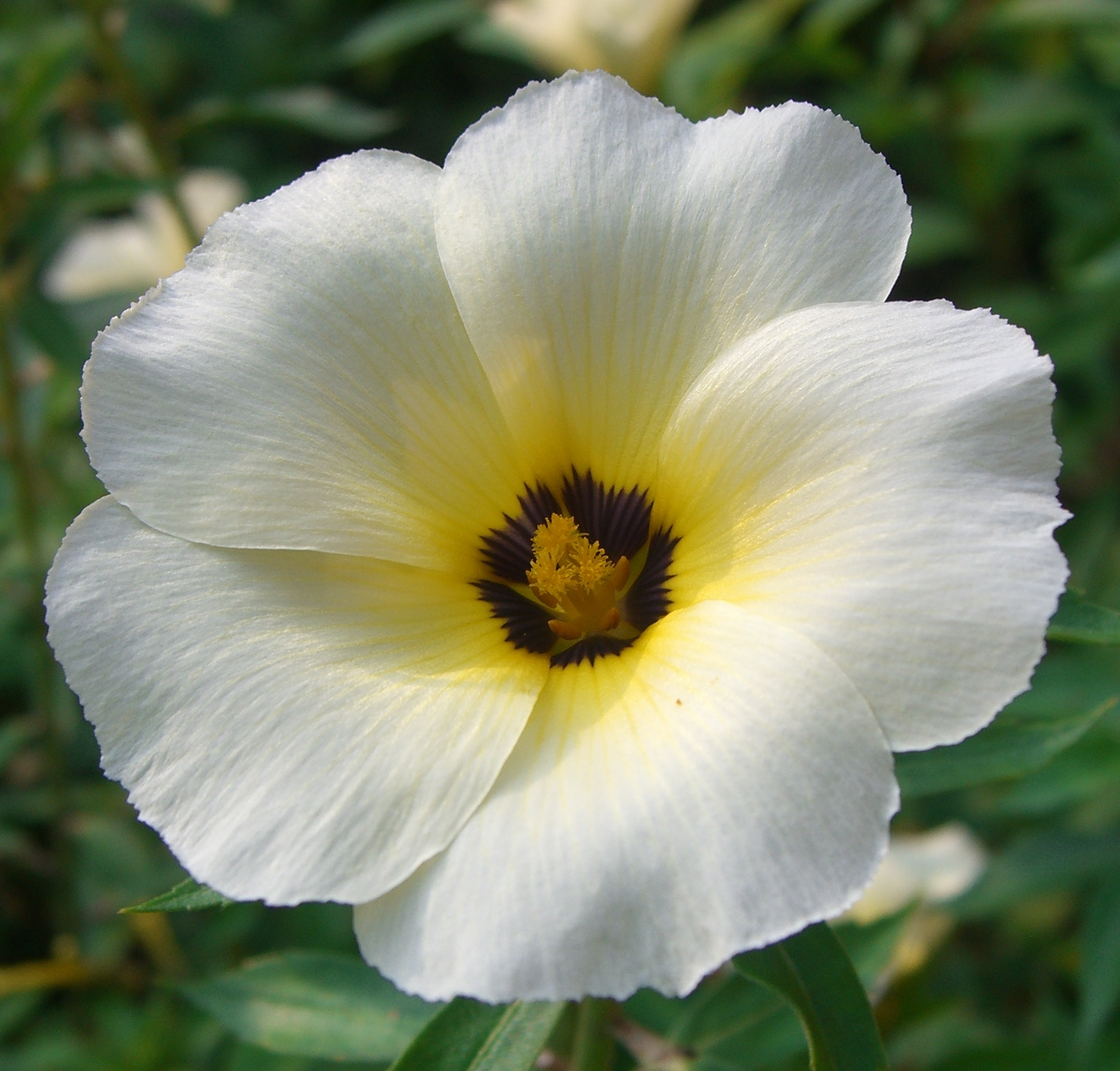
Flor de Turnera subulata

Turnera L. é um género botânico, que contém cerca de 126 espécies aceitas, atualmente catalogada como pertencente à família Passifloraceae. Anteriormente o gênero era classificado como pertencente à família Turneraceae, porém esta família foi unida à família Passifloraceae pelo sistema APG II.

## Espécies
- Turnera acuta
- Turnera aromatica
- Turnera aurantiaca
- Turnera callosa
- Turnera diffusa
- Turnera hindsiana
- Turnera melochioides
- Turnera orientalis
- Turnera panamensis
- Turnera subulata
- Turnera trioniflora
- Turnera ulmifolia
- Turnera velutina
- Turnera weddelliana
- Lista completa

## Classificação do gênero
| Sistema | Classificação                     | Referência               |
| ------- | --------------------------------- | ------------------------ |
| Linné   | Classe Pentandria, ordem Trigynia | Species plantarum (1753) |